# غوريفو (أين)
غوريفو (بالفرنسية: Gorrevod)‏ هي بلدية فرنسية تقع في إقليم الأين في فرنسا. رمز إنسي لها هو:1175. أما الرمز البريدي لها فهو: 1190.